# Lycocerus hanatanii
Lycocerus hanatanii is een keversoort uit de familie soldaatjes (Cantharidae). De wetenschappelijke naam van de soort werd in 1996 gepubliceerd door Okushima.